# Vladislav Naměstnikov
Vladislav Jevgeněvič Naměstnikov (rusky Владислав Евгеньевич Наместников, * 22. listopadu 1992, Voskresensk) je ruský hokejový útočník s americkým občanstvím hrající v severoamerické National Hockey League (NHL) za tým Winnipeg Jets. Draftoval jej v roce 2011 z 27. pozice tým Tampa Bay Lightning.

## Soukromý život
Naměstnikův otec Jevgenij byl rovněž hokejista, který hrál v National Hockey League za Vancouver Canucks a rovněž za Torpedo Nižnij Novgorod. Jeho strýcem z matčiny strany je Vjačeslav Kozlov, bývalá ruská hvězda v NHL, který v této soutěži odehrál více než 1000 zápasů za mužstva Detroit Red Wings, Buffalo Sabres a Atlanta Thrashers. V Detroitu se potkal v jednom týmu se Stevem Yzermanem, současným generálním manažerem Tampy Bay. Dalším jeho příbuzným hokejistou je jeho strýc Ivan Novoselcev, který v NHL strávil přes pět sezón a v současné době působí v Rusku. Jeho rodina emigrovala do Spojených států v roce 1993, kdy bylo Vladislavovi osm měsíců a zpočátku žila v Salt Lake City.

## Klubové statistiky
| Sezona      | Klub                | Soutěž      | Základní část | Základní část | Základní část | Základní část | Základní část | Play off | Play off | Play off | Play off | Play off |
| Sezona      | Klub                | Soutěž      | Z             | G             | A             | B             | TM            | Z        | G        | A        | B        | TM       |
| ----------- | ------------------- | ----------- | ------------- | ------------- | ------------- | ------------- | ------------- | -------- | -------- | -------- | -------- | -------- |
| 2009/10     | Chimik Voskresensk  | VHL         | 33            | 12            | 9             | 21            | 18            | 2        | 1        | 0        | 1        | 2        |
| 2010/11     | London Knights      | OHL         | 68            | 30            | 39            | 69            | 49            | 6        | 1        | 4        | 5        | 6        |
| 2011/12     | London Knights      | OHL         | 63            | 22            | 49            | 71            | 50            | 19       | 4        | 14       | 18       | 20       |
| 2012/13     | Syracuse Crunch     | AHL         | 44            | 7             | 14            | 21            | 32            | 18       | 2        | 5        | 7        | 10       |
| 2013/14     | Syracuse Crunch     | AHL         | 56            | 19            | 29            | 48            | 40            | —        | —        | —        | —        | —        |
| 2013/14     | Tampa Bay Lightning | NHL         | 4             | 0             | 0             | 0             | 4             | —        | —        | —        | —        | —        |
| 2014/15     | Syracuse Crunch     | AHL         | 34            | 14            | 21            | 35            | 12            | —        | —        | —        | —        | —        |
| 2014/15     | Tampa Bay Lightning | NHL         | 43            | 9             | 7             | 16            | 13            | 12       | 0        | 1        | 1        | 4        |
| 2015/16     | Tampa Bay Lightning | NHL         | 80            | 14            | 21            | 35            | 45            | 17       | 1        | 2        | 3        | 0        |
| 2016/17     | Tampa Bay Lightning | NHL         | 74            | 10            | 18            | 28            | 31            | —        | —        | —        | —        | —        |
| 2017/18     | Tampa Bay Lightning | NHL         | 62            | 20            | 24            | 44            | 35            | —        | —        | —        | —        | —        |
| 2017/18     | New York Rangers    | NHL         | 19            | 2             | 2             | 4             | 10            | —        | —        | —        | —        | —        |
| 2018/19     | New York Rangers    | NHL         | 78            | 11            | 20            | 31            | 44            | —        | —        | —        | —        | —        |
| 2019/20     | New York Rangers    | NHL         | 2             | 0             | 0             | 0             | 2             | —        | —        | —        | —        | —        |
| 2019/20     | Ottawa Senators     | NHL         | 54            | 13            | 12            | 25            | 35            | —        | —        | —        | —        | —        |
| 2019/20     | Colorado Avalanche  | NHL         | 9             | 4             | 2             | 6             | 8             | 12       | 4        | 1        | 5        | 4        |
| 2020/21     | Detroit Red Wings   | NHL         | 53            | 8             | 9             | 17            | 24            | —        | —        | —        | —        | —        |
| 2021/22     | Detroit Red Wings   | NHL         | 60            | 13            | 12            | 25            | 34            | —        | —        | —        | —        | —        |
| 2021/22     | Dallas Stars        | NHL         | 15            | 3             | 2             | 5             | 11            | 7        | 1        | 1        | 2        | 16       |
| 2022/23     | Tampa Bay Lightning | NHL         | 57            | 6             | 9             | 15            | 19            | —        | —        | —        | —        | —        |
| 2022/23     | Winnipeg Jets       | NHL         | 20            | 2             | 8             | 10            | 16            | 5        | 0        | 2        | 2        | 2        |
| 2023/24     | Winnipeg Jets       | NHL         | 78            | 11            | 26            | 37            | 37            | 4        | 1        | 0        | 1        | 2        |
| NHL celkově | NHL celkově         | NHL celkově | 708           | 126           | 172           | 298           | 368           | 57       | 7        | 7        | 14       | 28       |

### Reprezentační statistiky
| 2009            | Rusko           | SP do 17 let    | 5  | 8  | 2 | 10 | 18 |
| 2010            | Rusko 20        | MSJ             | 7  | 5  | 2 | 7  | 4  |
| 2016            | Rusko           | SP              | 3  | 1  | 0 | 1  | 0  |
| Junioři celkově | Junioři celkově | Junioři celkově | 12 | 13 | 4 | 17 | 22 |
| Senioři celkově | Senioři celkově | Senioři celkově | 3  | 1  | 0 | 1  | 0  |

#### Profily
- Vladislav Naměstnikov – statistiky na Hockeydb.com (anglicky)
- Vladislav Naměstnikov – statistiky na Elite Prospects (anglicky)
- Vladislav Naměstnikov – statistiky na NHL.com

| Předchůdce              | Vladislav Naměstnikov                           | Nástupce                 |
| Brett Connolly (Kanada) | Výběr v prvních kolech Tampa Bay Lightning 2011 | Slater Koekkoek (Kanada) |